# Campsicnemus ciliatus
Campsicnemus ciliatus är en tvåvingeart som beskrevs av Van Duzee 1933. Campsicnemus ciliatus ingår i släktet Campsicnemus och familjen styltflugor. Inga underarter finns listade i Catalogue of Life.